# 46610 Бесісдуз
46610 Бесісдуз (46610 Besixdouze) — астероїд головного поясу, відкритий 15 жовтня 1993 року.
Тіссеранів параметр щодо Юпітера — 3,591.

## Назва
Назва астероїда відсилає до казки "Маленький принц" Антуана де Сент-Екзюпері. Якщо номер астероїда 46610 записати у шістнадцятковій системі числення, отримаємо B612 (французькою Bé six douze, [Бе сіс дуз]). Саме з астероїда з таким номером нібито прилетів на Землю Маленький принц.